# Флаг Амстердама
Флаг Амстердама — официальный флаг города Амстердама, столицы Нидерландов. Принят 5 февраля 1975 года.

## Флаг
Флаг состоит из трёх равновеликих горизонтальных полос: красной, чёрной и красной. На чёрной полосе расположены три белых косых креста. Вид флага основан на дизайне геральдического щита герба Амстердама.

## Значение
Дизайн флага и цвет его полностью позаимствованы от герба столицы. Он представляет собой полотнище, состоящее из трех горизонтальных полосок одинаковой ширины, где две крайние имеют насыщенный ярко-красный цвет, а средняя полоска окрашена в чёрный цвет; на ней расположены (в один ряд) три косых белых креста (ХХХ), которые считаются крестами Святого Андрея. Кресты имеют такое же значение, как и девиз города Амстердама. Цвета флага происходят от цветов щита на гербе города. Точное значение цветов неизвестно. Согласно правительству Амстердама, они происходят от герба семьи Персейн, которая имела обширные владения в столице.
На гербах двух других нидерландских городов, Дордрехта и Делфта, средняя полоса означает воду. Таким образом, средняя полоса может означать реку Амстел.
Такие же цвета и кресты присутствуют на флагах городов Аудер-Амстел и Амстелвен.

## Применение

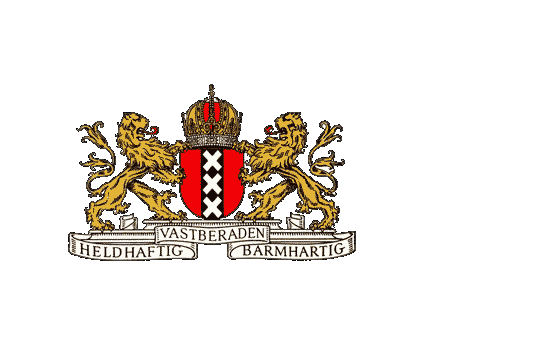
«Флаг Сопротивления»

ФК Аякс, амстердамская футбольная команда, играющая в высшем дивизионе, использует капитанскую повязку с изображением флага.
Амстердам имеет ещё один флаг, называемый Verzetsvlag, что в переводе означает «флаг Сопротивления». Он представляет собой белое полотнище прямоугольной формы, на котором расположен герб города. Этот флаг предназначен для особых дней и поднимается в честь Дня Победы над Германией во Второй мировой войне.

## Предыдущие флаги Амстердама

16-й век
с 17-го века до 1975
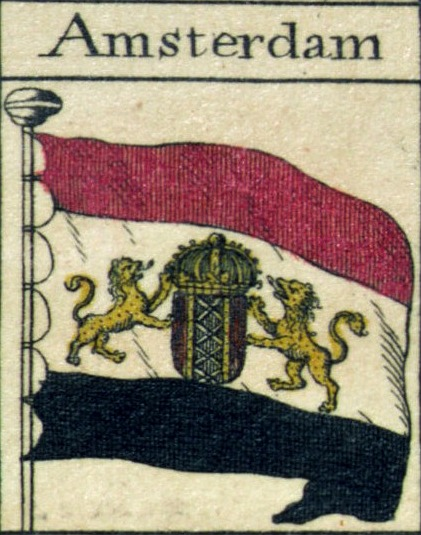
Флаг Амстердама, изображенный в 1783 в книге флагов.